# Alepocephalus longirostris
Alepocephalus longirostris is een  straalvinnige vissensoort uit de familie van gladkopvissen (Alepocephalidae). De wetenschappelijke naam van de soort is voor het eerst geldig gepubliceerd in 1984 door Okamura & Kawanishi.